# Museo Regional de Tlaxcala
El Museo Regional de Tlaxcala se encuentra ubicado en el ex-convento deSan Francisco del siglo XVI anexo a la actual catedral de Tlaxcala, este recinto fue inaugurado en 1981.
En este espacio se exhiben piezas de arte sacro colonial, además de colecciones arqueológicas pertenecientes al territorio que antiguamente ocupó la república de Tlaxcala.

## Historia
Después de la Conquista de México en la que participaron en gran medida los antiguos tlaxcaltecas, se comenzaron a levantar conventos por todo el territorio conquistado y en el caso de Tlaxcala se les permitió además contar con una pequeña enfermería anexa a los conventos. Los indígenas fundaron el 25 de marzo de 1537 un hospital llamado de la Encarnación en el cual se recibieron 140 enfermos. Allí atendían los médicos indígenas y eran reputados por sabios y experimentados en la aplicación de yerbas medicinales.

### Museo durante pandemia COVID-19
Durante la pandemia COVID-19, el recinto como otras insituciones culturales del estado se vio afectado y tuvo que cerrar sus puertas para evitar el contagio y propagación de virus. Es en junio del 2021 cuando reabre sus puertas a las personas visitantes con sus debidos protócolos de sanidad.

## Galería de imágenes

Obras del museo Regional de Tlaxcala
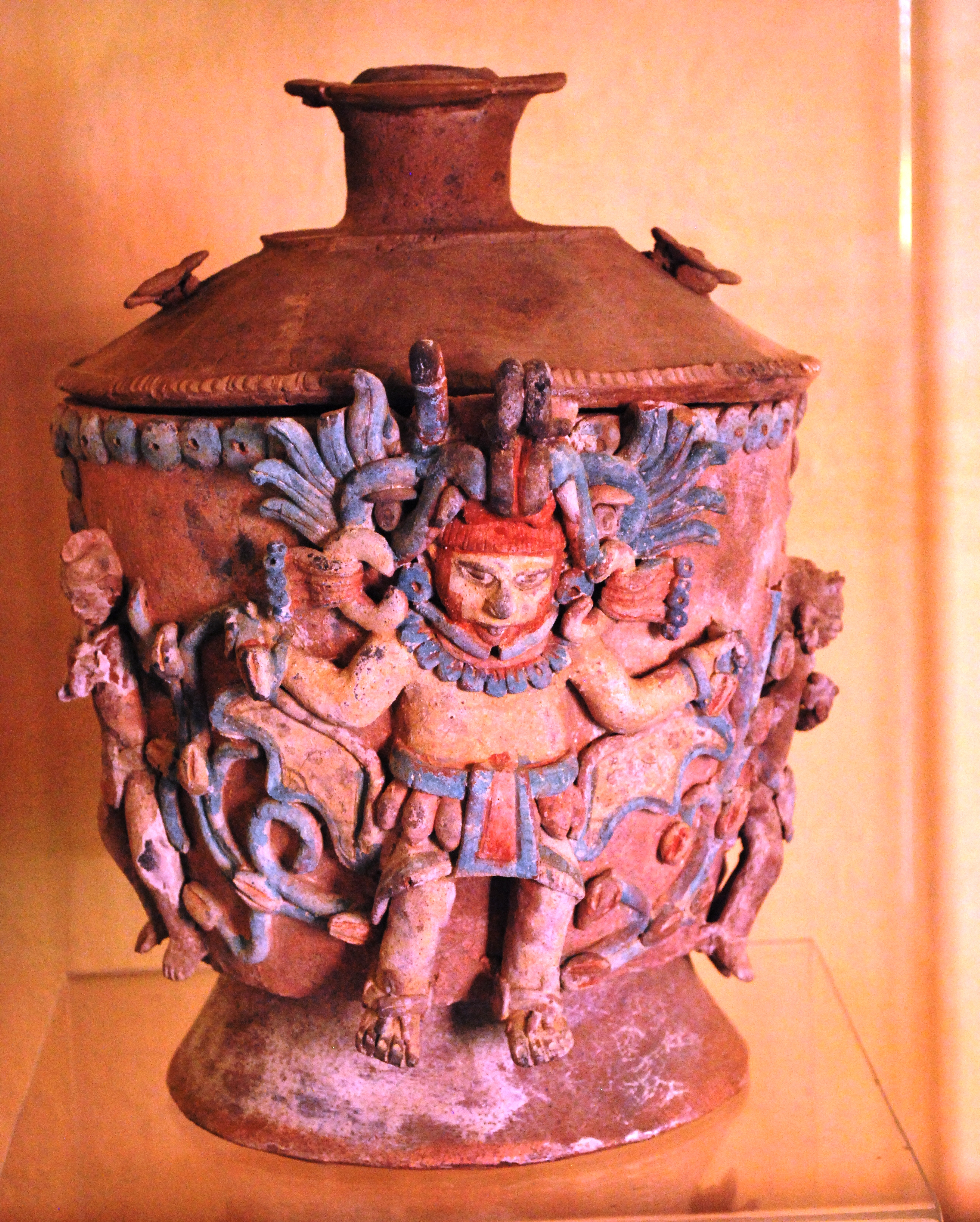
Urna funeraria
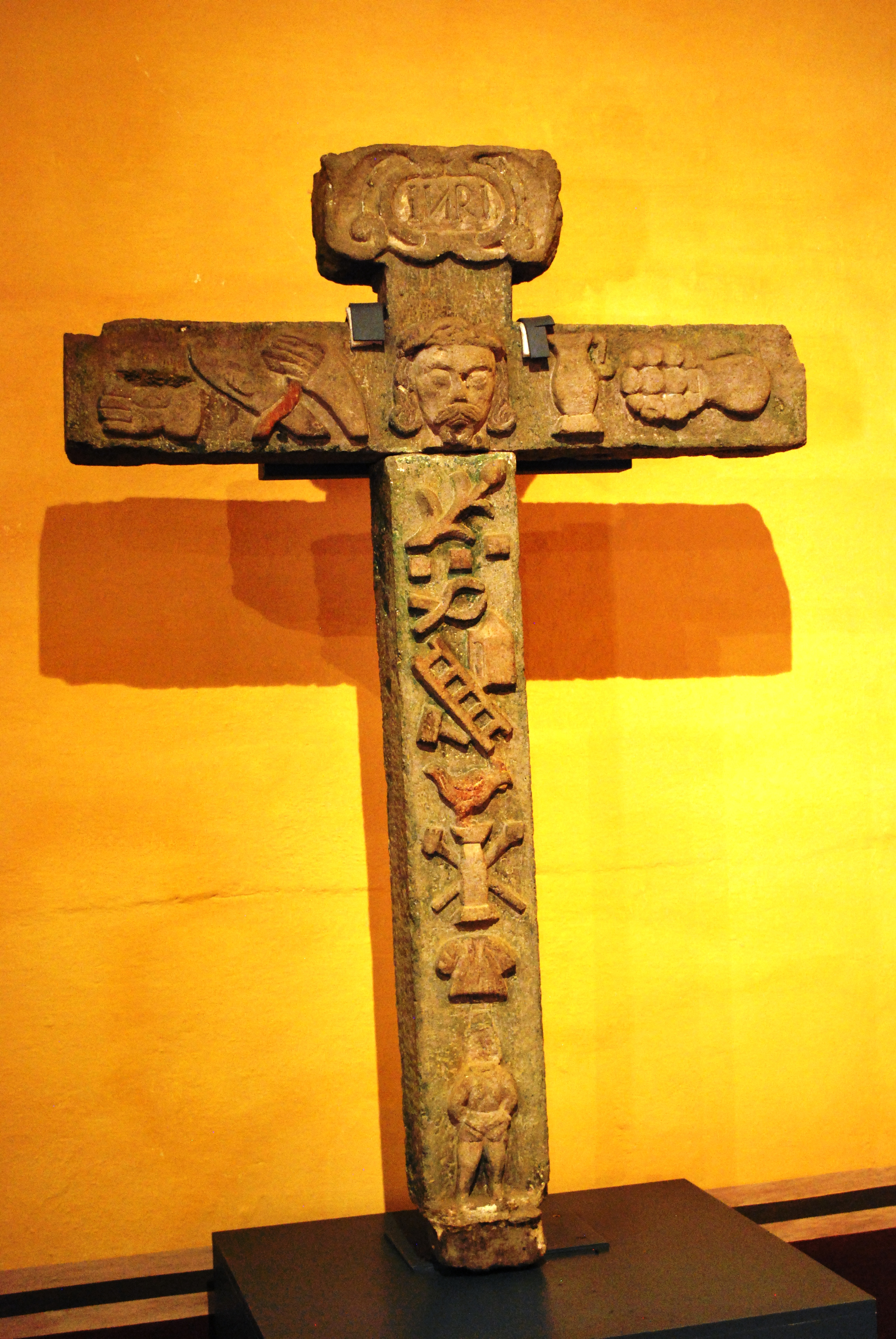
Cruz atrial
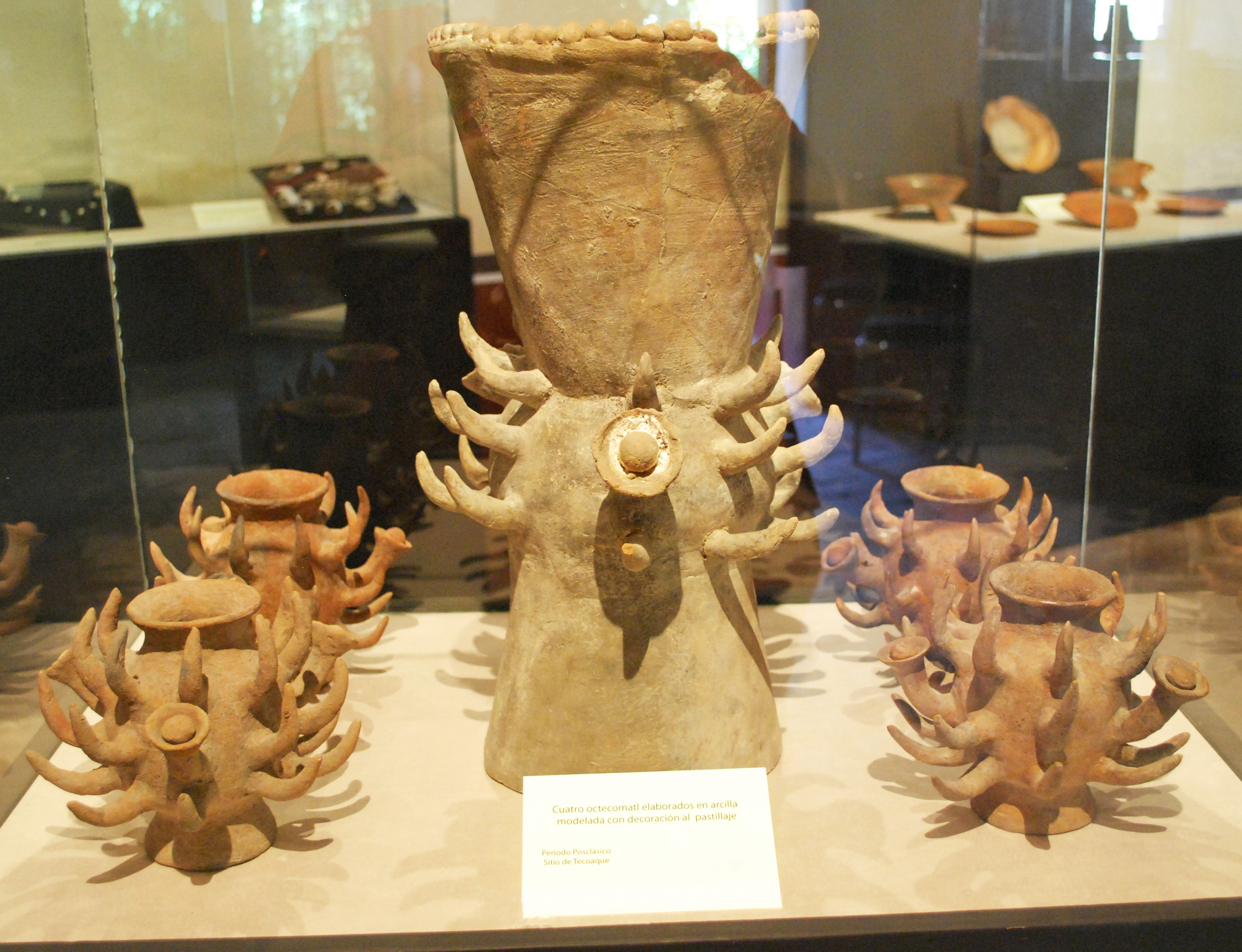
Vasijas ceremoniales
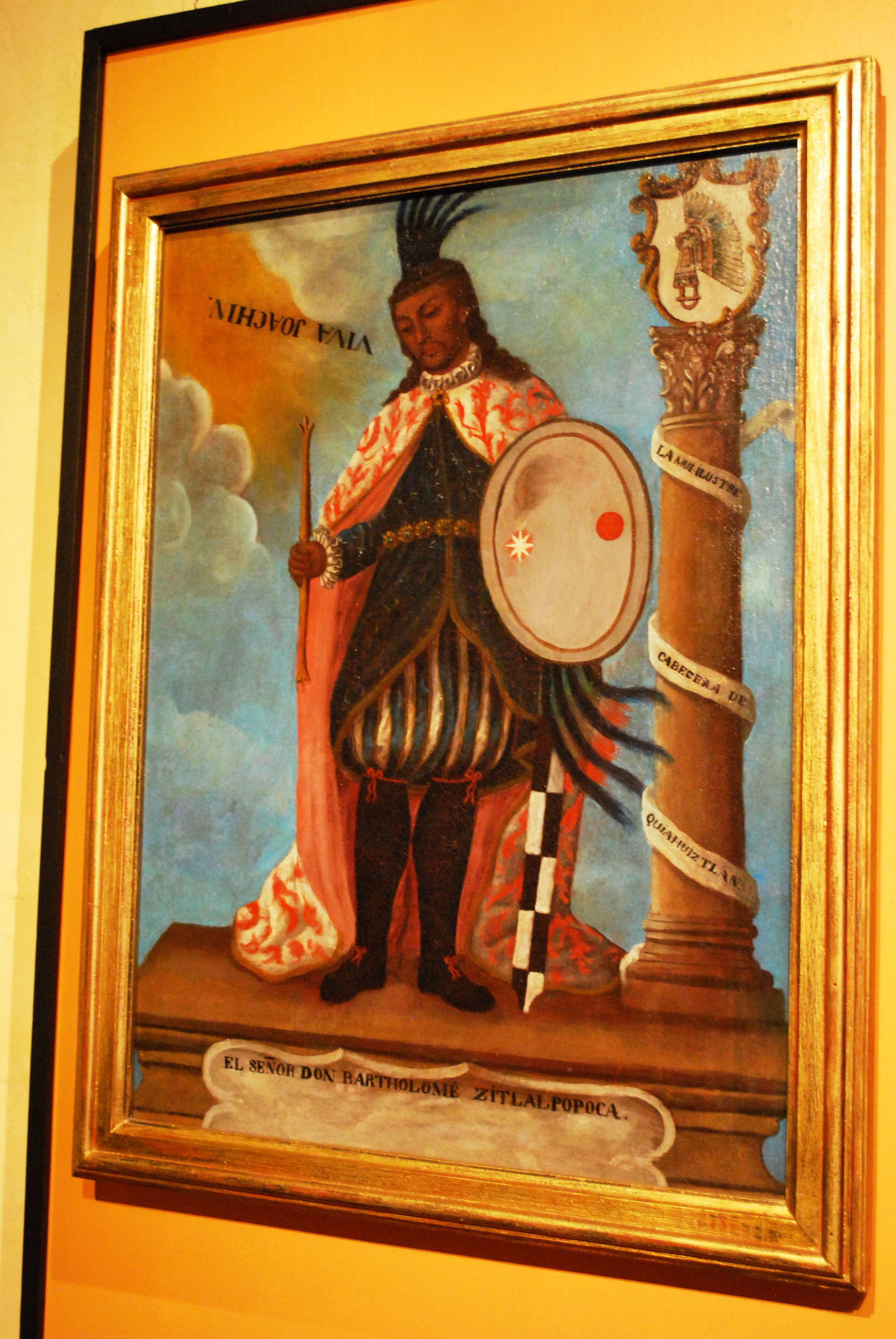
Cacique tlaxcalteca
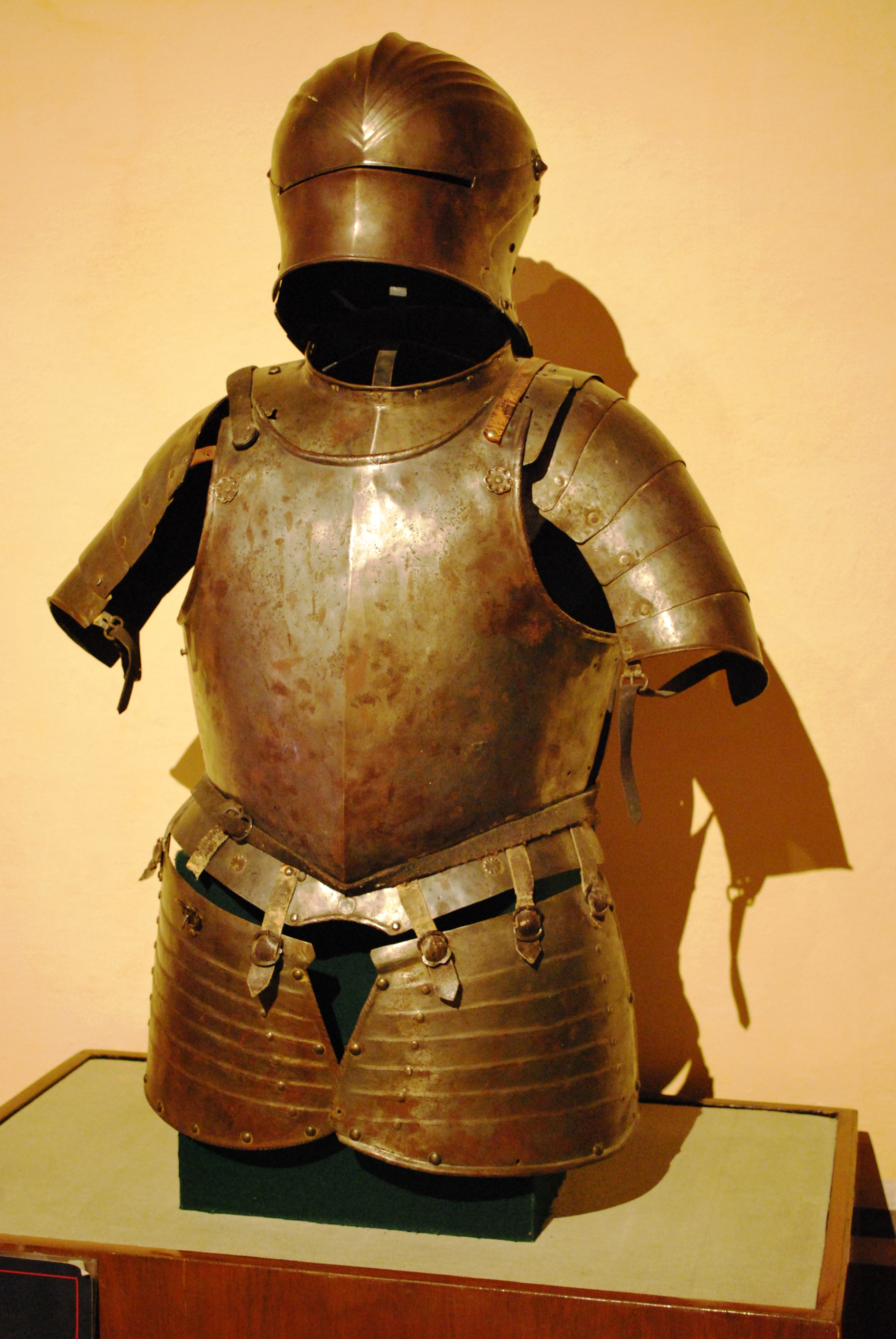
Armadura española
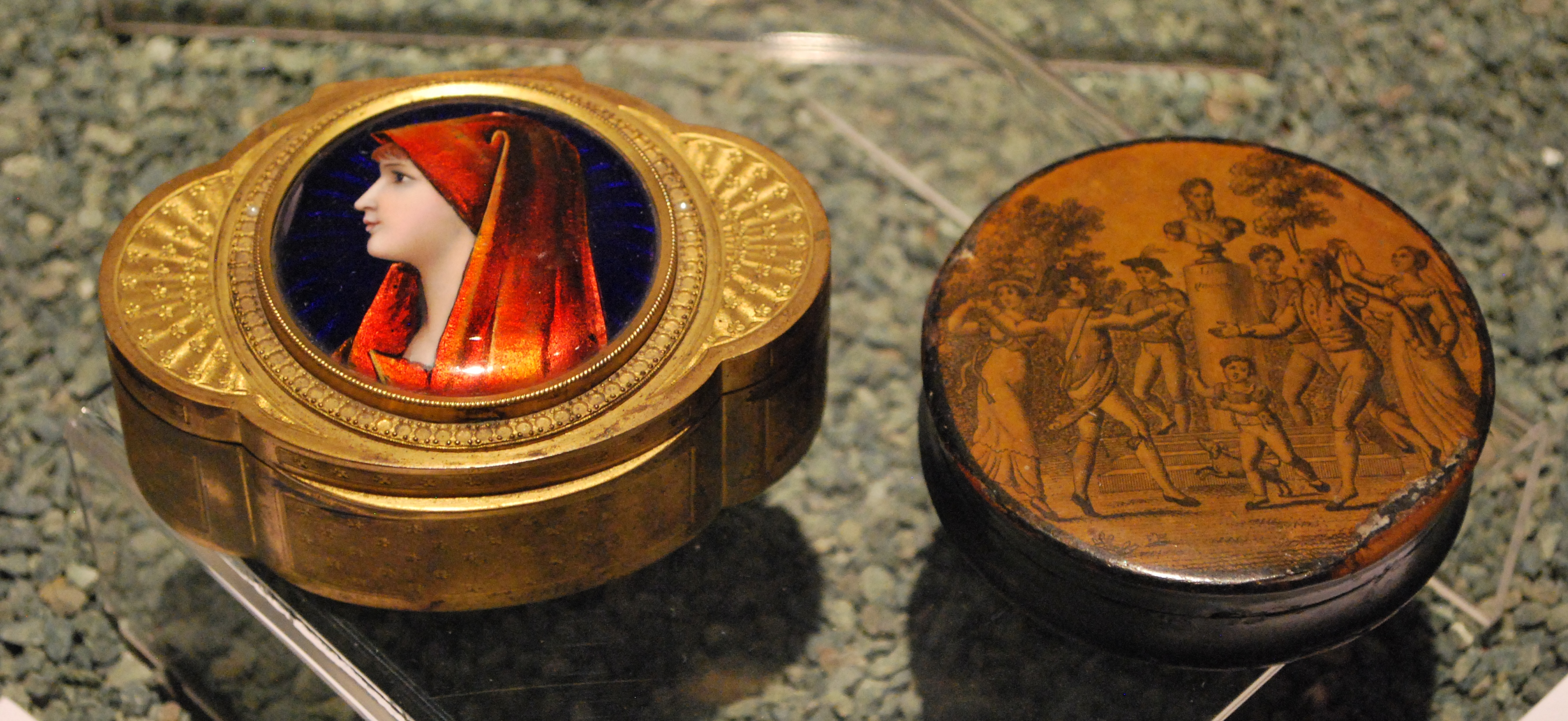
Tabaquero español